# Aylin Aslım
Aylin Aslım es una cantante y compositora turca de rock.
La cantante nació el 14 de febrero de 1976 en la alemana Lich. Su familia, de origen turco, regresó a Turquía cuando ella sólo tenía un año de edad. Ha cantado en numerosas bandas de rock y en varios clubes de Estambul. Su primer álbum Gelgit (2001) era prácticamente electrónico. Sin embargo, pronto cambió al rock. Su discografía comprende dos discos más Gülyabani (2005) y Canını Seven Kaçsın (2009).

## Discografía

### Álbumes
- 2000: Gelgit - Power Records
- 2005: Gülyabani - Pasaj Müzik
- 2009: Canını Seven Kaçsın - Sony Music (SMEI)
- 2013: Zümrüdüanka - Sony Music

### Videoclips
- Senin Gibi
- Zor Günler (Umudum Var)
- 4 Gün 4 Gece
- Ben Kalender Meşrebim
- Gülyabani
- Ahh
- Madde
- Sen mi?
- Hoşuna Gitmedi Mi-Kızkaçıran
- Aşk Geri Gelir
- İki Zavallı Kuş
- İşte Sana Bir Tango
- Ölünür De

## Filmografía
- Son (serie de televisión, 2012): Selen
- Şarkı Söyleyen Kadınlar (2014)
- Adana İşi (2015): Kontes